# Червоїд оливковий
Червоїд оливковий (Leiothlypis celata) — вид горобцеподібних птахів родини піснярових (Parulidae). Поширений у Північній Америці.

## Поширення
Середовищем їхнього розмноження є відкриті чагарникові території по всій Канаді, Алясці та західній частині Сполучених Штатів. Ці птахи взимку мігрують на південь США і на південь до Центральної Америки.

## Підвиди
Визнано чотири підвиди:
- L. c. celata (Say, 1822) — від центральної Аляски до південної Канади;
- L. c. lutescens (Ridgway, 1872) — захід Канади та захід США;
- L. c. orestera (Oberholser, 1905) — захід центральної Канади та захід центральної частини США;
- L. c. sordida (C. H. Townsend, 1890) — Південна Каліфорнія (південний захід США) і північний захід Мексики.

## Опис
У дорослому стані довжина птаха становить від 11,5 до 12,5 см. На відміну від інших видів свого роду, статевий диморфізм майже не трапляється, оскільки самці і самиці схожі. Це досить невизначений вид. Спинна частина і голова сірувато-оливкові або оливково-жовті, з жовтою надочною лінією. Голова може бути сірішою, ніж решта тіла. Горло і низ жовто-зелені, з дрібними смугами. Діагностичною ознакою є помаранчевий вінець, який, однак, непомітний неозброєним оком.

## Спосіб життя
Гніздо має чашоподібну форму і будується на землі, приховане в рослинності або в чагарнику. Самиця відкладає від 2 до 4 білих яєць з червонувато-коричневими плямами. Годується серед чагарників, харчуючись комахами, личинками, ягодами та нектаром.

## Поведінка та екологія

### Розмноження
Гніздо — невелика відкрита чашка, добре захована на землі під рослинністю або низько в чагарниках. Гніздо будує самка; від чотирьох до шести яєць відкладаються в гніздо на землі або в невисокому кущі. Вигодовують пташенят обидва батьки.

### Їжа та годування
Живляться активно в низьких чагарниках, перелітаючи з жердочки на жердочку, іноді зависаючи. Харчуються ці птахи комахами, ягодами і нектаром.